# Gerard Welling
Gerard Welling (Veldhoven, 3 april 1959) is een Nederlandse schaker met FIDE-rating 2307 in 2017. In 1985 werd hij FIDE-meester, in 1993 internationaal meester (IM).

## Palmares
- In 1984 won Welling de 44e editie van het Daniël Noteboom-toernooi in Leiden.
- In 2007 nam hij in het Turkse Kemer met de vereniging HMC Calder deel aan de European Club Cup.[2]

## Partij
In de volgende partij (Eindhoven, 1982) wint Welling van Douven in negen zetten:

Gerard Welling 1 - Rudy Douven 0; opening Koningsgambiet code C-34: 
1.f4 e5 2.e4 c6 3.Pf3 d5 4.exd5 e4 5.Pe5 Pf6 6.dxc6 Pxc6 7.Lc4 Pe5 8.fxe5 Lg4 9.exf6  (op 9. ... Lxd1 volgt 10. Lb5+)

## Trivia
- Welling heeft een voorliefde voor ongebruikelijke openingen als 1.b3.
- Vanaf 2009 komt Welling ook uit in de damcompetitie.[3]

## Externe koppelingen
- (en)   Informatie over schaakpartijen van Gerard Welling op ChessGames.com
- (en)   Informatie over schaakpartijen van Gerard Welling op 365chess.com
- (en)  FIDE-ratinggegevens voor Gerard Welling